# Dutch Open 1990
Il Dutch Open 1990 è stato un torneo di tennis giocato sulla terra rossa. È stata la 33ª edizione del Dutch Open, che fa parte della categoria ATP World Series nell'ambito dell'ATP Tour 1990. Si è giocato ad Hilversum nei Paesi Bassi, dal 23 luglio al 29 luglio 1990.

## Campioni

### Singolare
Francisco Clavet ha battuto in finale  Eduardo Masso con il punteggio di 3–6, 6–4, 6–2, 6–0

### Doppio
Sergio Casal /  Emilio Sánchez hanno battuto in finale  Paul Haarhuis /  Mark Koevermans con il punteggio di 7–5, 7–5